# 이왕가
이왕가(李王家)는 1910년 한일 병합 조약 이후 대한제국 황실을 왕공족의 일개 가문으로 격하하여 부르는 명칭이다. 보통 대한제국의 고종과 순종의 가족을 이르는 말이다. 1910년 8월 29일에 창설되었으며, 1947년 5월 3일까지 유지되었다.
1910년의 한일 병합 조약의 제3조에는 ‘일본국 황제 폐하는 한국 황제 폐하 태황제 폐하 황태자 전하 및 그 후비 및 후예를 각기 지위에 상응하는 존칭위엄 및 명예를 향유케 하고 또 이를 유지함에 충분한 세비를 공급할 것을 약조한다’라고 명문화되어 있어 대한제국 황제에게 황제였을 때에 준하는 칭호 등을 규정하게 되어 있었다(제4조는 그 외의 한국 황족에 관한 유사 규정). 이 조약에 의해 일본제국 정부는 대한제국 황족의 신분을 일본 황족에 준하는 왕공족으로 규정하였다. 이 왕공족 신분의 법률적 근거는 일본의 제2차 세계대전 패전 이후 1947년 5월 3일 일본국헌법이 시행되면서 소멸했다.

## 구성원
- 고종 (李㷩, 덕수궁 이태왕, 1910년 8월 29일 ~ 1919년 1월 21일)
  - 순종 (李坧, 창덕궁 이왕, 1910년 8월 29일 ~ 1926년 4월 25일)
  - 순정효황후 (尹-, 이왕비, 1910년 8월 29일 ~ 1926년 4월 25일, 이왕대비, 1926년 4월 25일 ~ 1947년 5월 3일[1])
    - 황태자 이은 (李垠, 이왕세자, 1910년 8월 29일 ~ 1926년 4월 25일, 이왕, 1926년 4월 25일 ~ 1947년 5월 3일[1])
    - 이방자 (方子, 이왕세자비, 1920년 4월 28일 ~ 1926년 4월 25일, 이왕비, 1926년 4월 25일 ~ 1947년 5월 3일[1])
      - 이진 (李晉, 이왕세손, 1921년 8월 18일 ~ 1922년 5월 11일)
      - 이구 (李玖, 이왕세자, 1931년 12월 29일 ~ 1947년 5월 3일[1])

  - 덕혜옹주 (德惠, 1912년 5월 25일 ~ 1931년 5월 8일[2])

## 같이 보기
- 일본의 구황족
- 왕공족
- 이왕직